# Bibbia di Berleburg
 La Bibbia di Berleburg è una voluminosa opera biblica in 8 volumi, scritta negli anni 1726-1742 a Berleburg (ristampata a Stoccarda nel 1856), che offriva non solo una nuova traduzione della Bibbia, ma soprattutto ampi commentari.

## Formazione
Il responsabile teologico che coordinava il lavoro relativo alla Bibbia di Berleburg fu il teologo di Strasburgo Johann Friedrich Haug (1680-1753). Haug a Strasburgo venne inizialmente destituito dall'incarico di diacono a causa di c.d. "errori pietistici e donatisti", con forti inclinazioni mistiche e filadelfiche, per poi essere espulso nel 1705. Nel 1714 fu seguito da suo fratello, il libraio ed editore Johann Jacob Haug (* 1690, † 20 Maggio 1756), prima nella città Idstein sotto la casa di Nassau-Usingen, ove fu anche attivo come editore. Intorno al 1720, i fratelli si trasferirono nella contea di Sayn-Wittgenstein-Berleburg, che sotto la signoria del conte Casimir (fino al 1741) divenne la roccaforte del pietismo radicale e, grazie ai fratelli Haug, divenne rapidamente il centro editoriale tedesco della letteratura del movimento. 
L'iniziatore dell'opera sembra essere stato il pastore di Berleburg e poi predicatore di corte del conte Casimir, Ludwig Christof Schefer (1669-1731), che nonostante la sua stretta vicinanza al movimento filadelfiano, mantenne la sua affiliazione ufficiale alla chiesa luterana e nel 1712 insieme a Heinrich Horch, aveva pubblicato la cosiddetta Bibbia di Marburg, che non si avvicinava affatto al significato e all'estensione della "Berleburg". 
La traduzione della Bibbia di Berleburg, preparata dall'abile orientalista Haug, è una delle prime traduzioni tedesche indipendenti dalla Bibbia di Lutero (dopo la Bibbia di Piscator 1602-1604). 

## Obiettivi
Lo scopo dell'edizione era, secondo Jung-Stilling, "una traduzione molto pura della Bibbia [...] perché tutti i commenti disponibili fino ad allora erano scritti da studiosi con il loro linguaggio accademico, e quindi non accessibili al cuore". Questo compito fu svolto da numerosi commentatori locali, come il già citato Schefer, Tobias Eisler, Christoph Seebach (1685-1745), Johann Christian Edelmann (1698-1767), ma anche lo stesso Conte Casimir. Inoltre, Jung-Stilling fa riferimento a un considerevole numero di "corrispondenti" in tutta Europa, in particolare danesi ed inglesi, che condividevano il progetto.
Come si dice programmaticamente il titolo, oltre alla spiegazione del senso letterale, per il quale gli editori di solito ricorrevano alla tradizionale interpretazione ecclesiastica delle Scritture, la preoccupazione principale fu lo sforzo di "spiegare lo stato interiore della vita spirituale o le vie e gli effetti di Dio sulle anime, per la loro purificazione, illuminazione e unione con Lui [Dio]". A questo fine, si poté far ricorso al ricco tesoro di scritti mistici di diversa accentuazione (Johann Arndt, Jacob Böhme, François Fénelon, Antoinette Bourignon de la Porte (1616-1680) e fra gli altri Madame de Guyon), ma anche ai rappresentanti inglesi del movimento filadelfiano (Thomas Bromley (1629-1691), John Pordage (1607-1681), Jane Leade (1624-1704)). L'inclusione nel commento dell'orizzonte di pensiero apocalittico-chiliasta, peculiare dell'intero pietismo, è tanto significativa quanto la critica continua delle chiese costituite. La Bibbia di Berleburg è il riassunto più completo degli scritti altrimenti piuttosto dispersi del pietismo radicale. 
L'influenza della Bibbia di Berleburg sull'ampio spettro dei raggruppamenti pietistici e sul movimento di risveglio evangelico del XIX secolo, in Europa e fino in America, potrebbe essere stata limitata dalle sue dimensioni voluminose, che hanno posto barriere "naturali" ad una sua diffusione ancora maggiore. Secondo Jung-Stilling, l'opera "s'è meritata indubbiamente [1785!] uno dei migliori posti nella biblioteca di uno studioso di teologia a dispetto dei suoi paradossi" .